# Lijst van gemeenten in Timiș

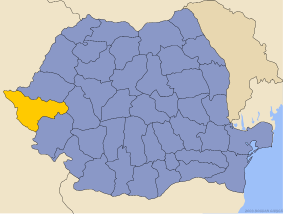
Het district Timiș in Roemenië

Hieronder een lijst van gemeenten in het district Timiș in Roemenië:
1. Balinț
2. Balnoc
3. Bara
4. Beba Veche
5. Becicherecu Mic
6. Belinț
7. Bethausen
8. Biled
9. Birda
10. Bârna
11. Bogda
12. Boldur
13. Brestovăț
14. Cărpiniș
15. Cenad
16. Cenei
17. Checea
18. Chevereșu Mare
19. Comloșu Mare
20. Coșteiu
21. Criciova
22. Curtea
23. Darova
24. Denta
25. Dudeștii Noi
26. Dudeștii Vechi
27. Dumbrava
28. Dumbrăvița
29. Fibiș
30. Fârdea
31. Foeni
32. Gavojdia
33. Ghilad
34. Ghiroda
35. Ghizela
36. Giarmata
37. Giera
38. Giroc
39. Giulvăz
40. Gottlob
41. Iecea Mare
42. Jamu Mare
43. Jebel
44. Lenauheim
45. Liebling
46. Lovrin
47. Margina
48. Mașloc
49. Mănăștiur
50. Moravița
51. Moșnița Nouă
52. Nădrag
53. Nițchidorf
54. Ohaba Lungă
55. Orțișoara
56. Parța
57. Pădureni
58. Peciu Nou
59. Periam
60. Pietroasa
61. Pișchia
62. Racovița
63. Remetea Mare
64. Sacoșu Turcesc
65. Saravale
66. Satchinez
67. Săcălaz
68. Secaș
69. Sânandrei
70. Sânmihaiu Român
71. Sânpetru Mare
72. Șag
73. Șandra
74. Știuca
75. Teremia Mare
76. Tomești
77. Tomnatic
78. Topolovățu Mare
79. Tormac
80. Traian Vuia
81. Otelec
82. Uivar
83. Valcani
84. Variaș
85. Victor Vlad Delamarina
86. Voiteg

Balinț · Banloc · Bara · Bârna · Beba Veche · Becicherecu Mic · Belinț · Bethausen · Biled · Birda · Bogda · Boldur · Brestovăț · Cărpiniș · Cenad · Cenei · Checea · Chevereșu Mare · Comloșu Mare · Coșteiu · Criciova · Curtea · Darova · Denta · Dudeștii Noi · Dudeștii Vechi · Dumbrava · Dumbrăvița · Fibiș · Fârdea · Foeni · Gavojdia · Ghilad · Ghiroda · Ghizela · Giarmata · Giera · Giroc · Giulvăz · Gottlob · Iecea Mare · Jamu Mare · Jebel · Lenauheim · Liebling · Lovrin · Margina · Mașloc · Mănăștiur · Moravița · Moșnița Nouă · Nădrag · Nițchidorf · Ohaba Lungă · Orțișoara · Parța · Pădureni · Peciu Nou · Periam · Pietroasa · Pișchia · Racovița · Remetea Mare · Sacoșu Turcesc · Saravale · Satchinez · Săcălaz · Secaș · Sânandrei · Sânmihaiu Român · Sânpetru Mare · Șag · Şandra · Știuca · Teremia Mare · Tomești · Tomnatic · Topolovățu Mare · Tormac · Traian Vuia · Uivar · Valcani · Variaș · Victor Vlad Delamarina · Voiteg
Alba · Arad · Argeș · Bacău · Bihor · Bistrița-Năsăud · Botoșani · Brașov · Brăila · Buzău · Caraș-Severin · Călărași · Cluj · Constanța · Covasna · Dâmbovița · Dolj · Galaţi · Giurgiu · Gorj · Harghita · Hunedoara · Ialomița · Iași · Ilfov · Maramureș · Mehedinți · Mureș · Neamț · Olt · Prahova · Satu Mare · Sălaj · Sibiu · Suceava · Teleorman · Timiș · Tulcea · Vaslui · Vâlcea · Vrancea